# Au (San Galo)
Au es una comuna suiza del cantón de San Galo, ubicada en el distrito de Rheintal. Limita al norte y este con las comunas de Walzenhausen (AR) y Sankt Margrethen, al este con Lustenau (AUT-8), al sur con Widnau, y al oeste con Balgach y Berneck.

## Transportes
Ferrocarril
Cuenta con dos estaciones ferroviarias en la comuna, Au y Heerbrugg